# Лејк Холм (Вашингтон)
Лејк Холм (енгл. Lake Holm) насељено је место без административног статуса у америчкој савезној држави Вашингтон.

## Демографија
По попису из 2010. године број становника је 3.221.
| Група             | 2000.    | 2010.         |
| Белци             | 0 (0,0%) | 2.830 (87,9%) |
| Афроамериканци    | 0 (0,0%) | 28 (0,9%)     |
| Азијати           | 0 (0,0%) | 103 (3,2%)    |
| Хиспаноамериканци | 0 (0,0%) | 117 (3,6%)    |
| Укупно            | 0        | 3.221         |